# Малва (регион Индии)

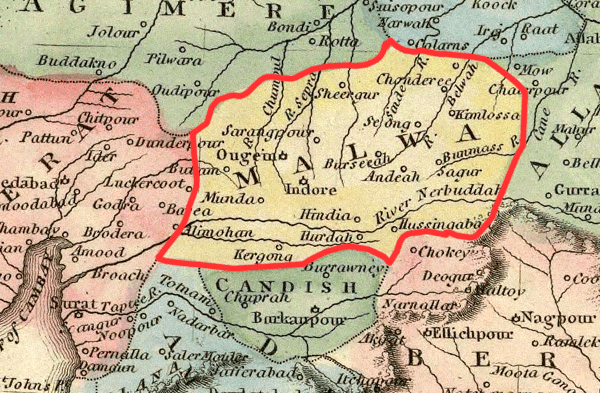
Малава на английской карте 1823 года

Ма́лва (также Мальва или Малава; дев. मालवा, маратхи माळवा, IAST: Mālavā) — регион в Северной Индии, расположенный на одноимённом вулканическом плато в западной части штата Мадхья-Прадеш.
Малва была самостоятельной политической единицей со времён индийского племени малавов вплоть до независимости Индии в 1947 году, когда регион вошёл в состав Мадхья-Бхарата. Исторически, в Малве развился свой собственный язык и культура, испытавшая значительное влияние маратхской, раджастханской и гуджаратской культур. В древние времена, политической, экономической и культурной столицей региона был город Удджайн. В настоящее время, крупнейшим городом и коммерческим центром Малвы является Индор. Основные туристические центры региона — Удджайн, Манду, Омкарешвар и Махешвар.
Большинство населения региона задействовано в сельском хозяйстве. Основные культуры — хлопок и соя. С древних времён, регион Малвы является одним из крупнейших центров производства опиума. Главная отрасль промышленности — текстильная.
Первым крупным государством, образовавшимся на территории региона, было царство Аванти, которое в V веке до н. э. вошло в состав Империи Маурьев. Своего наивысшего расцвета регион достиг в период Гуптов. Затем Малва находилась под властью династии Пармара, Малавского султаната, Великих Моголов и маратхов. Уроженцами Малвы были многие выдающиеся представители индийской культуры и науки: поэт Калидаса, Бхартрихари, математики и астрономы Варахамихира и Брахмагупта.